# Ingólfur Arnarson

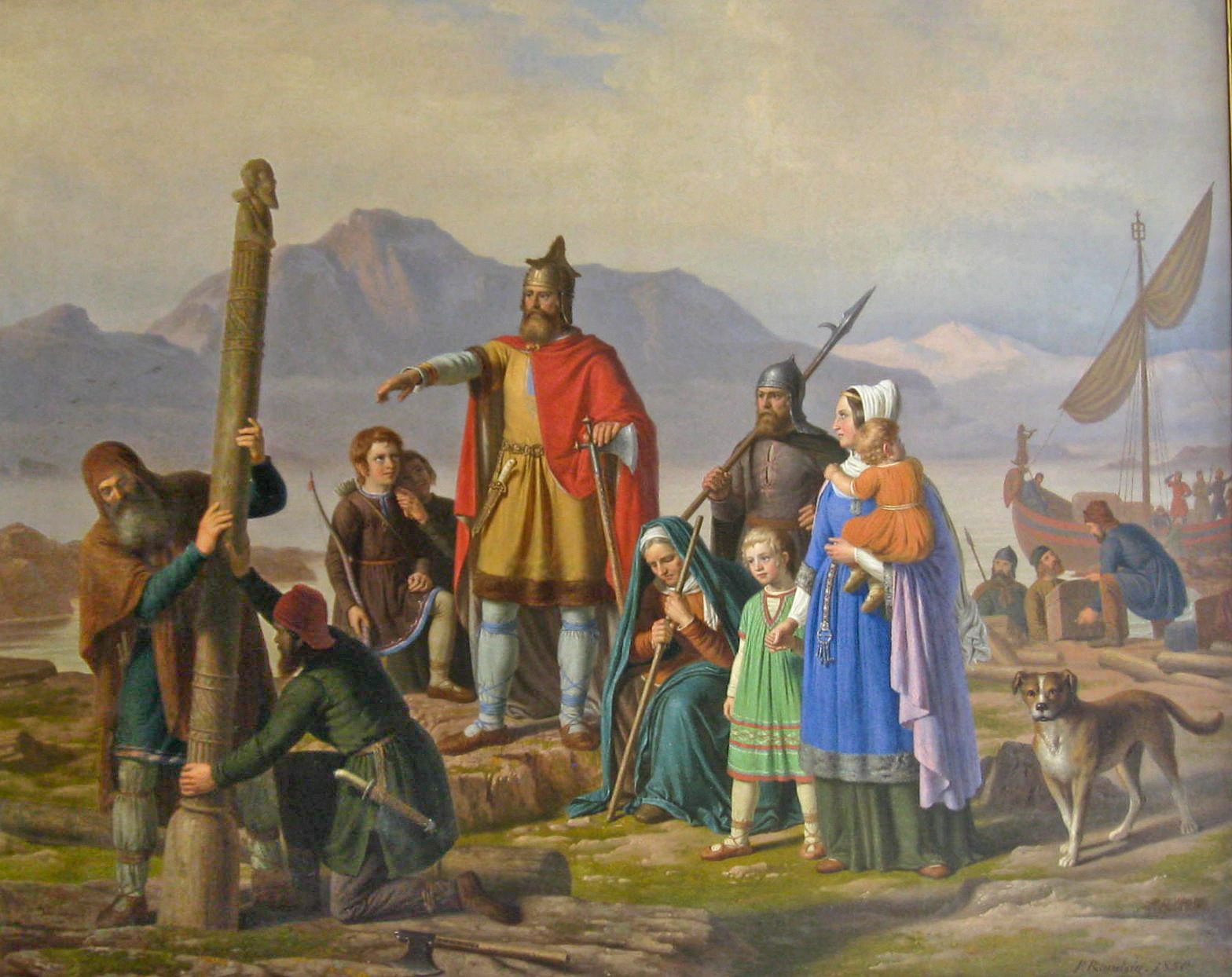
Ingólfur fondeazǎ orașul Reykjavík

Ingólfur Arnarson  a fost un nobil norvegian, care la sfârșitul secolului al IX-a s-a mutat cu suita sa în Islanda și a fondat prima așezare de pe insulǎ. Potrivit Landnámabók această așezare a fost capitala Islandei de astăzi, orașul Reykjavík, fondat în anul 874.
Istoria lui Ingólfur este descrisǎ în "Cartea așezării". Potrivit acesteia el a sosit în Islanda cu vǎrul sǎu Hjörleifr, pentru aceasta aducând mari sacrificii. Curând însă Hjörleifr a fost ucis de către slujitorii săi, iar Ingólfur a supraviețuit și sa răzbunat ulterior pentru moartea rudei. Numele lui Ingólfur la momentul scrierii "cărții", transliterat se descifra drept, "muntele și țǎrmul". Stabilindu-se într-un loc nou, Arnarson a invitat și alți vikingi sǎ-l urmeze. A murit în Islanda unde a și fost înmormântat, a avut un fiu pe Þorsteinn.